# Fort Shawnee
Fort Shawnee is een plaats (village) in de Amerikaanse staat Ohio, en valt bestuurlijk gezien onder Allen County.

## Demografie
Bij de volkstelling in 2000 werd het aantal inwoners vastgesteld op 3855.
In 2006 is het aantal inwoners door het United States Census Bureau geschat op 3756, een daling van 99 (-2,6%).

## Geografie
Volgens het United States Census Bureau beslaat de plaats een oppervlakte van
18,7 km², geheel bestaande uit land.

## Plaatsen in de nabije omgeving
De onderstaande figuur toont nabijgelegen plaatsen in een straal van 16 km rond Fort Shawnee.